# The Big Idea
The Big Idea (A grande ideia) é um filme mudo em curta-metragem norte-americano de 1917, do gênero comédia, estrelado por Harold Lloyd.

## Elenco

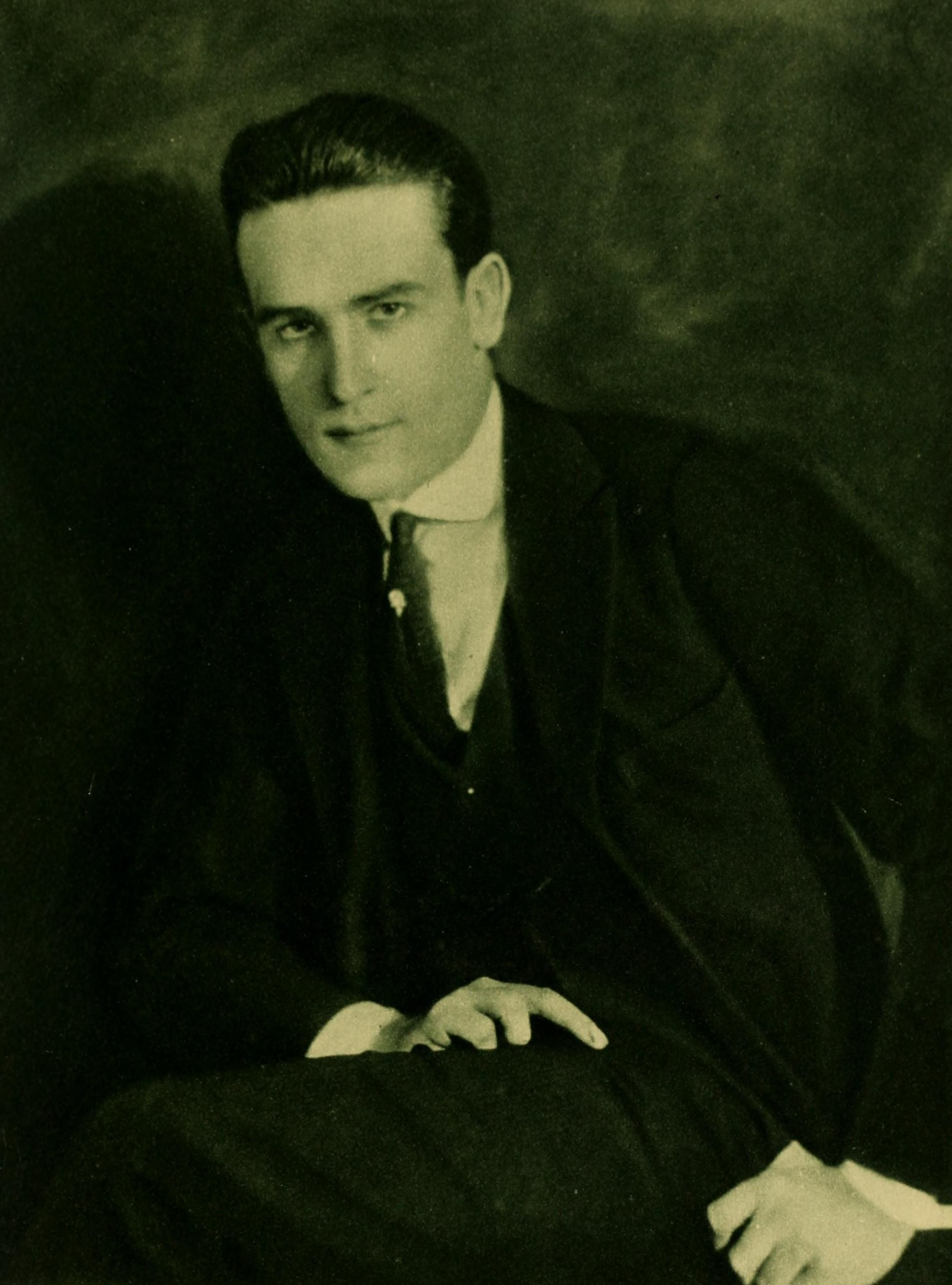
Harold Lloyd

- Harold Lloyd
- Snub Pollard
- Bebe Daniels
- William Blaisdell
- Sammy Brooks
- Lige Conley - (como Lige Cromley)
- Billy Fay
- William Gillespie
- Gus Leonard
- Norman Napier
- Fred C. Newmeyer
- Dorothea Wolbert